# Manel Pousa Engroñat
Manel Pousa Engroñat, popularmente padre Manel (Pare Manel en catalán) (Granada, 19 de mayo de 1945 - Barcelona, 9 de septiembre de 2020), fue un sacerdote, activista social y político español, conocido por su trabajo social especialmente con las personas que cumplen penas de prisión a las que ayudaba en el proceso de reinserción, una tarea que realizó desde la Fundación Pare Manel, creada por él.

## Biografía
Nacido en Andalucía, hijo de barceloneses, se ordenó sacerdote en la parroquia de San José Oriol de Barcelona en 1975.  Ejerció su ministerio en la parroquia de la Santísima Trinidad de la Trinitat Vella y en los barrios de Verdum y Les Roquetes (distrito de Nou Barris de Barcelona), donde destacó con el trabajo de calle con presos y dirigió el esparcimiento de la parroquia. En 1982 se aficionó a correr maratones y llegó a participar en una cincuentena de carreras populares con una mejor marca de 2 horas y 55 minutos. Esta actividad, iniciada con la voluntad de dejar de fumar, la tuvo que abandonar por problemas en las rodillas.
El 2004 creó la Fundación Pare Manel para trabajar con personas que se encuentran en situación de vulnerabilidad. El 2009 recibió la Creu de Sant Jordi de la Generalidad de Cataluña y la Medalla de Honor de Barcelona. Se lo acusó de pagar un aborto y celebrar matrimonios homosexuales. Según el derecho canónico, estos hechos graves comportan la pena de excomunión latae sententiae. Aun así, la archidiócesis de Barcelona determinó no aplicarle la censura de excomunión latae sententiae "por no haber concurrido en la intención del delito y por no haber tenido complicidad principal en los abortos, ya totalmente decididos y llevados a cabo por dos chicas en situación económica muy precaria".
En 2015 fue a la lista de Junts pel Sí por Barcelona a las elecciones al Parlamento de Cataluña de 2015  y en 2017 fue a las listas de Junts per Catalunya por Barcelona en las Elecciones al Parlamento de Cataluña de 2017.
El 9 de septiembre de 2020, tras ingresar el día anterior por sospechas de sufrir Covid-19, murió a causa de una embolia en el Hospital Universitario Valle de Hebrón de Barcelona.